# Klobbudden, Kyrkslätt
Klobbudden är en udde i Finland.   Den ligger i den ekonomiska regionen  Helsingfors  och landskapet Nyland, i den södra delen av landet, 18 km väster om huvudstaden Helsingfors.
Terrängen inåt land är platt. Havet är nära Klobbudden åt sydost.  Närmaste större samhälle är Helsingfors, 18,4 km öster om Klobbudden. 